# Vamba (município)
Vamba (em castelhano: Wamba) é um município da Espanha na província de Valladolid, comunidade autónoma de Castela e Leão, de área 38,21 km² com população de 371 habitantes (2007) e densidade populacional de 9,76 hab/km².
Vamba (pronuncia-se Bamba) é um município dos Montes Torozos, a 17 quilómetros de Valladolid. É a única localidade espanhola cujo nome começa por W. 

Ali morreu o rei Recesvinto e foi coroado o rei Wamba, um dos últimos monarcas cristãos antes da invasão árabe da Península. 
Como curiosidade possui o ossário medieval da igreja de Santa Maria da O, com centenas de caveiras empilhadas nas paredes.

## Demografia
| Variação demográfica do município entre 1991 e 2004 | Variação demográfica do município entre 1991 e 2004 | Variação demográfica do município entre 1991 e 2004 | Variação demográfica do município entre 1991 e 2004 |
| --------------------------------------------------- | --------------------------------------------------- | --------------------------------------------------- | --------------------------------------------------- |
| 1991                                                | 1996                                                | 2001                                                | 2004                                                |
| 382                                                 | 390                                                 | 372                                                 | 373                                                 |